# 軟X射線暫現源
軟X射線暫現源（英語：Soft X-ray transient，縮寫：SXT）是某種類型的緻密天體和某種類型的正常低質量天體（即質量僅為太陽質量分數的天體）。這些天體顯示出低能量級別，或軟X射線輻射，但有時會經由正常恆星向緻密的伴星輸出質量而改變。實際上，緻密天體"吞噬"正常恆星和輻射出X射線，是此一過程的最佳寫照。
軟X射線暫現源半人馬座 X-4和天鷹座 X-1是日本的白鳥衛星最先發現的。
典型的SXT通常非常微弱，或甚至無法觀測到，它們在X射線和可見光波長的視星等大約是20等，這就是在所謂的"靜止"狀態。
在"爆發"狀態下，系統的亮度在X射線和可見光都會增加100-10000倍。在爆發時，SXT是在X射線天空中最亮的天體，和視星等約為12。SXT爆發的時間間隔是數十年或更久，所以迄今只有幾個系統有兩次或更多次爆發的紀錄。系統會在幾個月內消退和歸於平靜，在大爆發的期間，輸出的X射線是軟或低能量的X射線，因此稱為軟X射線暫現源。
SXT是非朝罕見的，已知的系統只有約100個，被歸類為低質量X射線聯星。典型的SXT包含一顆K型巨星，和一個有吸積盤的緻密天體，在某些情況下這個緻密天體是中子星，但更常見的是黑洞。在系統爆發後可以測定緻密天體的種類，如果是中子星可以觀察到後續的中子星表面熱排放，但是黑洞就不會有剩餘的排放。在"靜止"狀態，質量逐漸在吸積盤內累積，在爆發期間，大多數的吸積盤會落入黑洞裡去。當吸積盤的密度超過某一臨界值時就會觸發爆炸。高密度會增加黏滯度，結果是加熱了吸積盤。溫度升高使氣體電離，也會增加黏滯度，使吸積盤變得不穩定，並擴及整個吸積盤。當不穩定傳達到吸積盤的內側，X射線的光度開始上升並且向外突出。外盤被增強的輻射進一步的加熱，於是類似失控的加熱機制運作成為矮新星。